# Charles Janeway
Charles Alderson Janeway, jr. (ur. 5 lutego 1943 w Bostonie, zm. 12 kwietnia 2003 w New Haven w stanie Connecticut w USA) – amerykański immunolog, jeden z najwybitniejszych współczesnych immunologów. Był członkiem amerykańskiej National Academy of Sciences i profesorem Yale University School of Medicine.
Prowadził badania naukowe nie tylko w USA, ale także w National Institute for Medical Research w Londynie (1965–1967), na Uniwersytecie w Cambridge (1969) i szwedzkim Uniwersytecie w Uppsali (1975–1977).
Działalność naukowa Charlesa Janeway'a, była skupiona na badaniach wrodzonego układu odpornościowego. Udało mu się wykazać, że rolą wrodzonego układu immunologicznego nie jest tylko sprawna obrona przed czynnikami chorobotwórczymi już zaraz po urodzeniu, ale że stanowi on niezbędny składnik prawidłowego funkcjonowania całego układu odpornościowego przez całe życie. Janeway przewidział i badał immunologiczny mechanizm rozpoznawania wzorców molekularnych do wykrywania i rozróżnienia między tym co „własne” w organizmie a co obce i zagrażające, co umożliwia skierowanie adaptacyjnego układu immunologicznego do obrony przed chorobą.
Janeway otrzymał kilka nagród i wyróżnień, między innymi: Lifetime Achievement Award (2001, nagroda przyznawana przez American Association of Immunologists, niemiecka nagroda naukowa Avery-Landsteiner Preis (2002) i William B. Coley Award (2003). W latach 1997–1998 pełnił funkcję prezesa American Association of Immunologists (AAI).
Oprócz prowadzenia badań naukowych Charles Janeway był także zaangażowanym nauczycielem uniwersyteckim. Stał się również znany na całym świecie jako autor sztandarowego podręcznika immunologii pt. Immunobiology: the immune system in health and disease.